# Live at Arena Zagreb
Live at Arena Zagreb é o primeiro DVD do duo musical de violoncelistas croatas 2Cellos. O DVD traz imagens de um show realizado na Arena Zagreb em 2012. O álbum foi lançado em 21 de Agosto de 2013.
Neste show, a dupla foi acompanhada da Zagreb Philharmonic Orchestra.

## Faixas
1. Benedictus
2. Élégie in C Minor, Op. 24
3. Gabriel's Oboe
4. Oblivion
5. Welcome to the Jungle
6. Purple Haze
7. Resistance
8. Californication
9. With Or Without You
10. Where The Streets Have No Name
11. Viva La Vida
12. Human Nature
13. Smooth Criminal
14. You Shook Me All Night Long
15. Highway to Hell
16. Back In Black
17. When I Come Around
18. Smells Like Teen Spirit
19. Fields of Gold
20. Hurt
21. End Credits
22. Behind the Scenes

## Créditos
2Cellos
- Luka Šulić – cello
- Stjepan Hauser – cello

Músicos Adicionais
- Ivo Lipanović – maestro
- Zagreb Philharmonic Orchestra
- Dušan Kranjc – bateria

## Desempenho nas Paradas Musicais
| Desempenho nas Paradas Musicais | Desempenho nas Paradas Musicais | Desempenho nas Paradas Musicais | Certificações |
| CRO                             | JPN                             | US Video                        | Certificações |
| ------------------------------- | ------------------------------- | ------------------------------- | ------------- |
| —                               | 56                              | —                               |               |

## Prêmios e Indicações
| Ano  | Prêmio       | Categoria                  | Indicação            | Resultado | Ref.        |
| ---- | ------------ | -------------------------- | -------------------- | --------- | ----------- |
| 2014 | Prêmio Porin | "Melhor DVD Internacional" | Live at Arena Zagreb | Venceu    | [ 5 ] [ 6 ] |